# Новоанински
Новоанински (рус. Новоаннинский) град је у Русији у Волгоградској области.

## Становништво
| 1939.  | 1959.  | 1970.  | 1979.  | 1989.  | 2002.  | 2010.  |
| ------ | ------ | ------ | ------ | ------ | ------ | ------ |
| 15.244 | 18.664 | 20.461 | 20.932 | 20.922 | 19.472 | 17.912 |